# Portobuffolé
Portobuffolé település Olaszországban, Veneto régióban, Treviso megyében. Lakosainak száma 742 fő (2023. január 1.). Portobuffolé Gaiarine, Mansue, Prata di Pordenone és Brugnera községekkel határos.

## Népesség
A település népességének változása:
| Lakosok száma | 755  | 766  | 742  |
|               | 2017 | 2018 | 2023 |